# Moyo (Uganda)
Moyo ist eine Stadt im Norden Ugandas nahe der Grenze zum Südsudan mit 12.074 Einwohnern. Sie ist die Hauptstadt des gleichnamigen Distrikts Moyo.
Die Stadt wurde in den vergangenen Jahrzehnten maßgeblich geprägt von den Flüchtlingsströmen, die durch den Bürgerkrieg im Südsudan sowie die Bürgerkriege Ugandas in Bewegung gesetzt wurden. Die früher bedeutende Baumwollverarbeitung ist durch diese Konflikte stark in Mitleidenschaft gezogen worden. Es existiert eine Flugzeuglandebahn.